# Ptilogyna leucoplagia
Ptilogyna leucoplagia är en tvåvingeart som först beskrevs av Alexander 1957.  Ptilogyna leucoplagia ingår i släktet Ptilogyna och familjen storharkrankar. Inga underarter finns listade i Catalogue of Life.